# Державна премія України в галузі освіти
Державна премія України в галузі освіти — державна нагорода України, встановлена для відзначення за видатні досягнення в галузі освіти за номінаціями:
- дошкільна і позашкільна освіта;
- загальна середня освіта;
- професійно-технічна освіта;
- вища освіта;
- наукові досягнення в галузі освіти.

## Історія нагороди
- 21 вересня 2006 року Верховна Рада України прийняла Закон України № 169-V «Про внесення змін до Закону України „Про державні нагороди України“», яким були встановлені державні нагороди України — почесне звання «Народний вчитель України» та Державна премія України в галузі освіти.
- 30 вересня 2010 року Указом Президента України В. Ф. Януковича № 929/2010 «Про Державну премію України в галузі освіти» утворено при Президентові України Комітет з Державної премії України в галузі освіти; затверджено Положення про премію, Положення про Комітет, персональний склад Комітету. Голові Комітету з Державної премії України в галузі освіти доручено подати у місячний строк пропозиції щодо описів та зразків Диплома і Почесного знака лауреата премії.
- 7 лютого 2011 року Указом Президента України № 180/2011 «Про Диплом та Почесний знак лауреата Державної премії України в галузі освіти» були затверджені відповідні описи.

### Нагородження
- 30 вересня 2011 року Указом Президента України № 960/2011 вперше присуджені Державні премії України в галузі освіти (2011 року).[1]. Офіційне вручення не було проведене, що, можливо, пов'язане із порушенням кримінальної справи проти одного із лауреатів — Андрія Слюсарчука.
- 6 жовтня 2012 року Указом Президента України № 583/2012 присуджені Державні премії України в галузі освіти 2012 року.[2]
- 21 листопада 2012 року міністр освіти і науки, молоді та спорту України Д. В. Табачник урочисто вручив Державні премії в галузі освіти лауреатам 2012 року.[3] Це перше вручення премії, але другим за чергою лауреатам.
- 30 листопада 2012 року заступник директора Інституту інноваційних технологій і змісту освіти Міністерства освіти і науки, молоді та спорту України К. М. Левківський вручив нагрудні знаки і дипломи лауреатам 2011 року.
- 4 жовтня 2013 року Указом Президента України № 543/2013 присуджені Державні премії України в галузі освіти 2013 року.[4]

## Положення про Державну премію України в галузі освіти
- Державна премія України в галузі освіти є державною нагородою України, яка присуджується громадянам України за видатні досягнення в галузі освіти за номінаціями:
  - дошкільна і позашкільна освіта — за видатні досягнення в розробленні та впровадженні сучасних освітніх методик, технологій, кращого педагогічного досвіду в галузі дошкільної освіти, в тому числі за створення посібників, дитячої літератури, що відповідають сучасним вимогам і сприяють ефективному вихованню дітей, оволодінню ними знаннями, уміннями, навичками, за досягнення в розробленні і впровадженні в систему діяльності позашкільного закладу оригінальної виховної системи з високим результатом виховного впливу на навчання, розвиток та соціалізацію дітей, у тому числі за навчально-методичні роботи в галузі позашкільної освіти;
  - загальна середня освіта — за видатні досягнення в розробленні та впровадженні сучасних освітніх методик, технологій, кращого педагогічного досвіду в галузі загальної середньої освіти, в тому числі за створення підручників, навчально-методичної літератури, які відповідають сучасним вимогам і сприяють ефективному оволодінню знаннями;
  - професійно-технічна освіта — за видатні досягнення в розробленні та впровадженні новітніх технологій навчання та виробництва, що сприяють розвитку професійно-технічної освіти і підготовці кваліфікованих робітничих кадрів та молодших спеціалістів, у тому числі за створення підручників, які відповідають вимогам сучасних технологій виробництва, сприяють ефективному засвоюванню учнями знань, набуттю ними умінь та навичок, забезпечують якісний рівень професійно-технічної освіти;
  - вища освіта — за видатні досягнення у діяльності, що відкривають нові напрями в розвитку педагогіки вищої школи, науково-теоретичні, прикладні здобутки у модернізації змісту вищої освіти, педагогічну майстерність у впровадженні новітніх розробок в освітню діяльність, створення ефективних технологій навчання і виховання у вищих навчальних закладах, розроблення та впровадження інформаційних технологій у навчальний процес вищої школи, а також за значний внесок у наукове забезпечення процесу інтеграції вітчизняної вищої освіти в європейський та світовий освітній простір;
  - наукові досягнення в галузі освіти — за видатні досягнення в наукових дослідженнях з педагогіки, психології, теорії освіти, які сприяють дальшому розвитку педагогічної науки, позитивно впливають на суспільний прогрес та інтелектуальний розвиток, утверджують високий авторитет вітчизняної науки в галузі освіти у світі.
- Щорічно присуджується п'ять Державних премій, по одній у кожній номінації. Нагородження (присудження) Державною премією провадиться указом Президента України.
- На здобуття Державної премії можуть висуватися громадяни України, які є фахівцями в галузі освіти. На здобуття Державної премії за спільне досягнення може бути висунуто разом як колектив декілька фахівців у галузі освіти. Склад колективу, який висунуто на здобуття Державної премії, не може перевищувати десяти осіб.
- Висування кандидатів (колективів) провадиться з 1 листопада року, що передує року, в якому присуджується Державна премія, Національною академією наук України, Національною академією педагогічних наук України, всеукраїнськими громадськими організаціями, статутна діяльність яких пов'язана з галуззю освіти, Міністерством освіти і науки України, міністерством освіти і науки Автономної Республіки Крим, головними управліннями освіти і науки обласних, Київської, Севастопольської міських державних адміністрацій, вищими навчальними закладами, які за результатами висування вносять Комітету з Державної премії України в галузі освіти відповідні подання разом із документами та матеріалами про кандидатів (колективи).
- Комітет приймає рішення щодо кандидатів (колективів) на присудження Державної премії шляхом таємного голосування та вносить щорічно до 15 вересня на розгляд Президентові України пропозиції щодо кандидатів (колективів) на присудження Державної премії за кожною номінацією.
  - Під час прийняття рішення щодо кандидатів (колективів) на присудження Державної премії член Комітету має право голосувати за одного кандидата (колектив) у кожній номінації.
  - У разі якщо в результаті голосування жодний кандидат (колектив) не набрав двох третин голосів членів Комітету, які взяли участь у голосуванні, Комітет проводить повторні обговорення і таємне голосування щодо таких кандидатів (колективів).
  - Якщо за результатом повторного таємного голосування жодний кандидат не набрав двох третин голосів членів Комітету, які взяли участь у голосуванні, Комітет приймає рішення про невнесення Президентові України пропозиції щодо присудження Державної премії з відповідної номінації.
- Державна премія присуджується громадянину один раз за життя. Присудження Державної премії посмертно не провадиться.
- Громадянину, удостоєному Державної премії, присвоюється звання лауреата Державної премії і вручаються Диплом та Почесний Знак лауреата державної премії. Описи Диплома та Почесного знака лауреата Державної премії затверджуються Президентом України.
- Лауреатам Державної премії виплачується грошова частина премії в розмірі, який визначається щороку Президентом України за пропозицією Комітету. У разі відзначення Державною премією колективу Диплом та Почесний знак видаються кожному лауреату, а грошова частина премії ділиться між ними порівну.
- Указ Президента України про присудження Державної премії оприлюднюється у засобах масової інформації до 1 жовтня поточного року.

## Комітет з Державної премії України в галузі освіти
30 вересня 2010 року Указом Президента України В. Ф. Януковича № 929/2010 «Про Державну премію України в галузі освіти» Комітет з Державної премії України в галузі освіти утворено при Президентові України як допоміжний орган, що забезпечує здійснення Главою держави повноважень із нагородження Державною премією України в галузі освіти. Головою Комітету призначено Міністра освіти і науки України Д. В. Табачника.
- Комітет для здійснення покладених на нього завдань:
  - приймає подання, документи та матеріали про кандидатів (колективи), які висунуті в установленому порядку на здобуття Державної премії, розглядає та аналізує такі документи і матеріали;
  - забезпечує публікацію у друкованих засобах масової інформації списку кандидатів (колективів), які висунуті на здобуття Державної премії, із зазначенням номінацій, видатних досягнень кандидатів (колективів) та суб'єктів їх висування, організовує громадське обговорення видатних досягнень кандидатів (колективів);
  - розглядає та обговорює видатні досягнення кандидатів (колективів), які висунуті на здобуття Державної премії, внесені документи та матеріали щодо них;
  - розглядає та аналізує одержані за результатами громадського обговорення зауваження та пропозиції щодо кандидатів (колективів);
  - утворює спеціалізовані секції Комітету за відповідними номінаціями для розгляду документів та матеріалів, результатів громадського обговорення щодо кандидатів (колективів), які висунуті на здобуття Державної премії, визначає порядок роботи таких секцій;
  - приймає рішення щодо кандидатів (колективів) на присудження Державної премії шляхом таємного голосування та вносить на розгляд Президентові України пропозиції щодо кандидата (колективу) на присудження Державної премії за кожною номінацією або про невнесення Президентові України пропозиції щодо присудження Державної премії з відповідної номінації;
  - організовує в межах компетенції вручення в урочистій обстановці Дипломів, Почесних знаків лауреатів Державної премії та виплату лауреатам її грошової частини;
  - сприяє поширенню досвіду лауреатів Державної премії.
- Комітет має право:
  - запитувати та одержувати в установленому порядку від державних органів, органів місцевого самоврядування, об'єднань громадян, підприємств, установ, організацій необхідні інформацію, документи і матеріали, висновки стосовно документів та матеріалів щодо кандидатів (колективів), які висунуті на здобуття Державної премії;
  - запрошувати та заслуховувати на засіданнях Комітету, спеціалізованих секцій кандидатів (колективи), які висунуті на здобуття Державної премії, залучати до обговорення внесених документів та матеріалів, відповідних питань представників державних органів, органів місцевого самоврядування, об'єднань громадян, підприємств, установ, організацій, фахівців;
  - організовувати та проводити в Комітеті відкриті слухання, круглі столи для обговорення документів та матеріалів щодо кандидатів (колективів), висунутих на здобуття Державної премії.
- Комітет утворюється у складі голови, заступників голови, одним з яких є за посадою керівник секретаріату Комітету, та інших членів Комітету, які беруть участь у його роботі на громадських засадах.
- Персональний склад Комітету затверджує Президент України за поданням голови Комітету.
- До складу Комітету включаються в установленому порядку високопрофесійні, авторитетні, відомі в Україні педагогічні і науково-педагогічні працівники, працівники органів управління освітою, представники органів виконавчої влади та органів місцевого самоврядування, громадських організацій, а також учені Національної академії наук України, Національної академії педагогічних наук України.
- Якщо на здобуття Державної премії висунуто кандидата, який є членом Комітету або його близьким родичем, такий член Комітету не бере участі в роботі Комітету (спеціалізованої секції) протягом розгляду та обговорення видатних досягнень кандидата (колективу), під час прийняття рішень спеціалізованою секцією, Комітетом щодо кандидатів (колективів) на присудження Державної премії у відповідній номінації.

Указом Президента України П. О. Порошенка від 29 липня 2016 року № 315/2016 затверджено новий склад
Комітету з Державної премії України в галузі освіти. Голова Комітету — Гриневич Лілія Михайлівна — Міністр освіти і науки України
Указом Президента України Володимира Зеленського від 19 грудня 2019 року №  917/2019 затверджено новий склад Комітету з Державної премії України в галузі освіти. Головою Комітету призначено міністра освіти і науки України Ганну Новосад, заступниками:  заступника Керівника Офісу Президента України Юрія Костюка та заступника міністра освіти і науки України Любомиру Мандзій

## Опис Диплома лауреата
- Диплом лауреата Державної премії України в галузі освіти складається з обкладинки і вкладного листка.
- Обкладинка має форму прямокутника розміром 310×110 мм, складеного в один згин по коротшій стороні.
- Обкладинка виготовляється з твердого картону, зовні обтягнутого опойковою шкірою синього кольору з фланелевою підкладкою. На лицьовому боці обкладинки в центрі вміщено зображення малого Державного Герба України, під яким розташовано напис: «Диплом лауреата Державної премії України». Зображення та напис виконані фольгою золотого кольору. Всередині обкладинки, у місці її згину, закріплюється за допомогою шовкової стрічки з двома рівновеликими смужками синього та жовтого кольорів вкладний листок.
- Вкладний листок виготовляється зі спеціального паперу і має форму прямокутника розміром 300×105 мм, складеного в один згин по коротшій стороні.
- На першій (лицьовій) сторінці вкладного листка — зображення Почесного знака лауреата Державної премії України в галузі освіти, виконане фольгою золотого кольору. На другій сторінці друкується текст: «Диплом лауреата Державної премії України в галузі освіти», зазначаються прізвище, ім'я, по батькові нагородженого (в родовому відмінку), нижче — «Голова Комітету з Державної премії України в галузі освіти» і його прізвище та ініціали. На третій сторінці друкується витяг з указу Президента України про присудження Державної премії України в галузі освіти, який у разі потреби може переходити на четверту сторінку.
- Диплом підписується головою Комітету з Державної премії України в галузі освіти та засвідчується печаткою.

## Опис Почесного знака лауреата
- Почесний знак лауреата Державної премії України в галузі освіти виготовляється зі срібла і має форму круглої медалі діаметром 32 мм із декоративною колодкою розміром 26×24 мм.
- На аверсі медалі міститься зображення розгорнутого сувою з накладеною на нього лавровою гілкою. Зображення вміщено у круглий емалевий медальйон темно-синього кольору. На медальйоні написи по колу: у верхній частині — «Державна премія України», у нижній — «в галузі освіти». Медальйон обрамлено зображенням лаврового вінка з п'ятьма перетяжками.
- Усі зображення і написи рельєфні. Зображення лаврового вінка, перетяжки, написи та лаврова гілка позолочені.
- На реверсі медалі по колу напис: «Лауреат Державної премії України в галузі освіти», в центрі — рік присудження Державної премії України в галузі освіти.
- Медаль за допомогою кільця з вушком з'єднується з прямокутною колодкою, обтягнутою шовковою муаровою стрічкою з двома рівновеликими горизонтальними смужками синього та жовтого кольорів. У центрі колодки розміщено зображення малого Державного Герба України.
- Нижня та верхня частини колодки прикрашені зображеннями лаврової гілки з волютами на кінцях. Гілка у нижній частині колодки з перетяжкою у центрі.
- На зворотному боці колодки — застібка для прикріплення Почесного знака до одягу.